# Benjamin Delacourt
Benjamin Delacourt, né le 10 septembre 1985 à Croix en France, est un footballeur français.

## Biographie
Il dispute 25 matchs en première division belge (Jupiler League) avec Mouscron, inscrivant deux buts.

## Palmarès
- RE Mouscron :
  - Champion de Nationale 1 en 2012.
  - Vice-champion de Challenger Pro League en 2013.
- Cercle Bruges KSV :
  - Champion de Challenger Pro League en 2018.